# الحياة على ذمة الموت
الحياة على ذمة الموت ، هي الرواية الرابعة للأديب جمال ناجي أنجزت في العام 1993 وتدور أحداثها حول الاقتصاد والعولمة ونتائجها في وقت مبكر، غير أن جل فكرتها تتركز حول فلسفة النفوذ الذي يؤدي إلى الصراعات المكشوفة والمستترة بين الشخصيات الروائية.

## ملخص الرواية
تتحدث عن شخصية (نوفل) الذي تمتد سلطاته المستمدة من قدراته المالية المتعاظمة، إلى حد تأثيره على القرارات الرسمية من خلال أتباعه في المناصب العليا، غير أن تلك القوة الاقتصادية بنيت على أسس غير سوية، حيث استثمرت أموال الغير بطرق غير مشروعة، يساعده في ذلك الشاب (عزت) الذي يكبر ويتطور في شركة نوفل إلى أن يصبح الرجل الثاني فيها، ويتميز عزت بالذكاء والحنكة، إلى حد ان نوفل يعتبره امتدادا له في الحياة، حيث يتمكن من التلاعب بأسعار العملات واسهم البورصة وسواها لصالح نوفل، غير أن انكشاف حقيقة أعمال نوفل ومن معه تؤدي إلى اختلال ثقة الناس فيه، ثم إفلاسه وهربه من البلاد، واختلال الأوضاع الاقتصادية العامة والعملة الوطنية وقيام التظاهرات ضد الفساد الذي يمثله نوفل وآخرين ممن يتعاطون هذه الأعمال، كذلك فساد الجهات الرسمية التي سمحت بحدوث هذا الخلل.

## دراسة الرواية
لا تكتفي الرواية بعرض هذه الأفكار والأحداث، انما تربط هذه الأحداث بما يجري في عالمنا ويمتد إلى مجتمعاتنا، كما تغوص في الأسباب النفسية التي أدت إلى انحراف هذه الشخصيات الروائية، وإلى فساد البيئة الاقتصادية والمالية وما يصيب العقل الجمعي من جشع يقود إلى الهلاك.
وقد عد بعض النقاد هذه الرواية إحدى نذر العولمة التي تزحف بسرعة إلى المجتمعات العربية.